# Токсикологическая лаборатория НКВД — НКГБ — МГБ
Токсикологическая лаборатория НКВД, другие названия — Токсикологическая лаборатория НКГБ, Токсикологическая лаборатория МГБ — специальное секретное научно-исследовательское подразделение в структуре органов государственной безопасности СССР, занимавшееся исследованиями в области токсических веществ и ядов. Входило в состав Отдела оперативной техники НКВД — НКГБ — МГБ СССР. Как стало известно в 1950-е гг. из показаний бывшего руководителя лаборатории Г. М. Майрановского, его сотрудников и ряда высокопоставленных руководителей органов госбезопасности, воздействие различных ядов на человека и способы их применения испытывались в лаборатории на заключённых, приговорённых к высшей мере наказания.

## Предыстория
Во многих источниках утверждается, что исследования ядов в послереволюционной России велись ещё с начала 1920-х годов[уточнить]. Эту работу, согласно этим источникам, возглавлял профессор Игнатий Казаков, а его лаборатория в то время была известна как «Специальный кабинет». Интерес к этим исследованиям проявляли руководители советских органов госбезопасности — председатель ОГПУ В. Р. Менжинский, а также его заместитель, а впоследствии — нарком внутренних дел Г. Г. Ягода. До 1937 года, однако, лаборатория формально находилась при Всесоюзном институте биохимии.
14 декабря 1937 года Казаков был арестован по обвинению в участии в контрреволюционной антисоветской организации, а в 1938 году в ходе процесса антисоветского «право-троцкистского блока» (Третий Московский процесс) приговорён к высшей мере наказания и расстрелян. Казакову вменялось в вину умерщвление председателя ОГПУ Вячеслава Менжинского, председателя ВСНХ Валериана Куйбышева и писателя Максима Горького по приказу Генриха Ягоды.

Своя токсикологическая лаборатория была создана по указанию Ягоды в 1935 году при подразделении, которым руководил старший майор госбезопасности Я. И. Серебрянский, — Спецгруппе особого назначения (СГОН), подчинявшейся непосредственно руководителю НКВД. В ноябре 1938 года после ареста Серебрянского лаборатория была расформирована. О её работе ничего конкретного не известно — предполагается лишь, что лаборатория была создана для подготовки покушения на Льва Троцкого.

## Спецлаборатория
В 1937 году лаборатория при Всесоюзном институте биохимии была передана в ведение НКВД, где её работу контролировал первый заместитель наркома внутренних дел М. П. Фриновский. Организационно лаборатория входила в состав Отдела оперативной техники, обеспечивавшего оперативные подразделения органов госбезопасности специальной техникой. Отдел был создан 7 августа 1937 года и первоначально именовался 12-м Отделом ГУГБ НКВД СССР. Отделом руководил старший майор госбезопасности С. Б. Жуковский.
Уже тогда в его состав входили токсикологическое и бактериологическое отделения (руководители — Г. М. Майрановский и С. Н. Муромцев, соответственно).
В 1938 году в ходе реорганизации структуры НКВД Отдел опертехники (2-й Специальный отдел) стал самостоятельным и впоследствии сохранял этот статус. В феврале 1941 года при разделении НКВД на два наркомата — НКВД СССР во главе с наркомом Л. П. Берией и Народный комиссариат государственной безопасности СССР под руководством наркома В. Н. Меркулова — Отдел оперативной техники был передан в структуру НКГБ (4-й отдел). В июле 1941 года НКВД и НКГБ были вновь объединены в единый наркомат — НКВД СССР. В ходе реорганизации 4-й отдел НКГБ вновь стал 2-м Специальным отделом НКВД. С апреля 1943 по март 1946 года в результате очередного разделения НКВД на два ведомства Отдел оперативной техники — вновь в составе НКГБ (нарком В. Н. Меркулов). С апреля 1946 — в составе Министерства государственной безопасности (министр В. Н. Меркулов, которого вскоре сменил В. С. Абакумов).
Как утверждает в своих мемуарах высокопоставленный сотрудник органов госбезопасности генерал-лейтенант П. А. Судоплатов, токсикологическая лаборатория Отдела оперативной техники, именовавшаяся в официальных документах как «Лаборатория-X», в 1930-е годы располагалась в Варсонофьевском переулке, за Лубянской тюрьмой.
В ряде публикаций, посвящённых тайным операциям советских органов госбезопасности, эту лабораторию называют также «Лаборатория 1», «Лаборатория 12» и «Камера». Утверждается[кем?], что её сотрудники занимались разработкой и испытаниями токсических веществ и ядов, а также способов их практического применения.
С августа 1937 года работой лаборатории руководил Г. М. Майрановский, который до прихода в органы НКВД возглавлял токсикологическое отделение Центрального санитарно-химического института Наркомздрава, а позднее — токсикологическую лабораторию Всесоюзного института экспериментальной медицины (ВИЭМ). В 1943 году он получил звание полковника медицинской службы, стал профессором и доктором медицинских наук. Докторская диссертация Майрановского была посвящена теме «биологического действия продуктов при взаимодействии иприта с кожей».

Как утверждает Судоплатов, Майрановский был переподчинён НКВД вместе со своей исследовательской группой: 
В 1937 году исследовательская группа Майрановского из Института биохимии, возглавляемого академиком Бахом, была передана в НКВД и подчинялась непосредственно начальнику спецотдела оперативной техники при комендатуре НКВД — МГБ… Вся работа лаборатории, привлечение её сотрудников к операциям спецслужб, а также доступ в лабораторию, строго ограниченный даже для руководящего состава НКВД — МГБ, регламентировались Положением, утвержденным правительством, и приказами по НКВД — МГБ… Непосредственно работу лаборатории курировал министр госбезопасности или его первый заместитель.
Как стало известно в 1950-е гг. из показаний, полученных в ходе следствия от самого Майрановского, его сотрудников и ряда высокопоставленных руководителей органов госбезопасности, воздействие различных ядов на человека и способы их применения испытывались в лаборатории на заключённых, приговорённых к высшей мере наказания.
Основная задача лаборатории состояла в поиске ядов, которые нельзя было бы идентифицировать при вскрытии тела умершего. На подопытных испытывали производные иприта, рицин, дигитоксин, таллий, колхицин. За мучениями жертв, не умерших сразу, экспериментаторы наблюдали в течение 10-14 дней, после чего их убивали. В конце концов был найден яд «К-2» (карбиламинхолинхлорид), который убивал жертву быстро и не оставлял следов. Сначала яды подмешивались к пище или воде, давались под видом лекарств до и после еды, вводились с помощью инъекций. Было опробовано и введение яда через кожу. Затем были созданы трость для уколов и авторучка, стреляющая отравленными маленькими пулями. Также в 1942 году Майрановский обнаружил, что под влиянием определенных доз рицина человек начинает исключительно откровенно говорить. В связи с этим лаборатория также стала заниматься «проблемой откровенности» на допросах. Два года ушло на эксперименты лаборатории Майрановского по получению «откровенных» и «правдивых» показаний под влиянием медикаментов. Были безрезультатно опробованы хлоралскополамин и фенаминбензедрин. Допросы с использованием медикаментов проводились не только в лаборатории, но и в обеих тюрьмах Лубянки, № 1 и 2. Один из основных сотрудников лаборатории (а также ассистент кафедры фармакологии 1-го Московского медицинского института), Владимир Наумов, открыто считал эти эксперименты профанацией..
Как пишет Судоплатов, «проверка, проведённая ещё при Сталине, после ареста Майрановского, а затем при Хрущёве в 1960 году, в целях антисталинских разоблачений, показала, что Майрановский и сотрудники его группы привлекались для приведения в исполнение смертных приговоров и ликвидации неугодных лиц по прямому решению правительства в 1937—1947 годах и в 1950 году, используя для этого яды».
Судоплатов заявляет, что ему известно о четырёх подобных операциях в 1946—1947 годах, в которых Майрановский принял прямое участие — он либо сам ввёл жертве яд, либо доставил его из Москвы и передал непосредственному исполнителю.
Судоплатов высказывает предположения, что Майрановский мог быть использован и в ликвидации Рауля Валленберга.
Одно из обвинений, выдвигавшихся против самого Судоплатова, арестованного в 1953 году, состояло в том, что именно он контролировал работу токсикологической лаборатории в 1942—1946 гг. и таким образом несёт ответственность за проведение опытов с ядами на заключённых. Это обвинение было снято при его реабилитации.

Как пояснял Судоплатов, при создании в январе 1942 года 4-го Управления НКВД для организации агентурной, партизанской и разведывательно-диверсионной деятельности на оккупированной территории, которое возглавили Судоплатов и его заместитель Эйтингон, управлению был придан 4-й Специальный отдел НКВД СССР, занимавшийся разработкой диверсионной техники, в состав которого входили «отделения токсикологии и биологии, занимавшиеся изучением и исследованием всевозможных ядов»: 
Что же касается отделений токсикологии и биологии, то они продолжали работать по темам и планам, утвержденным в своё время Меркуловым и Берия… Работу этих отделов ни я, ни Эйтингон не контролировали, не утверждали и не имели права в неё вмешиваться. Работа этих отделений проводилась под личным наблюдением 1-го зам. наркома Меркулова… Он же, Меркулов, утверждал планы работ этих отделений, отчеты, давал новые задания по работе. Работой по этим планам непосредственно занимались: н-к отдела Филимонов — фармаколог, кандидат наук; н-к отделения Муромцев — доктор биологич. наук; н-к отделения Майрановский — доктор медицинск. наук. Эти работники непосредственно ходили на доклады к Меркулову, Берия, получали от них указания, отчитывались за свою работу. Ни я, ни мой зам. Эйтингон никогда на этих докладах не присутствовали и никакого отношения к этой части работы не имели. По указанию Меркулова и Берия, Отдел Филимонова обслуживал и снабжал оперативной техникой и другие оперативные управления и отделы НКВД-НКГБ СССР. Нам было запрещено интересоваться этой частью работы Отдела Филимонова. Такое положение существовало до 1946 г. мая м-ца, когда был назначен новый министр гос. безоп. СССР Абакумов… 
В 1946 году Абакумов, восстанавливая полную самостоятельность отдела Филимонова, приказал Блохину (коменданту МГБ СССР) ликвидировать находившуюся при нём Лабораторию. Папку же с актами о работе этой Лаборатории передали на хранение в Спец. Службу МГБ СССР, которую возглавляли я и Эйтингон. Эта папка, опечатанная, с надписью на ней 1-го зам.министра Огольцова, что её разрешается вскрывать только с разрешения министра, вплоть до ареста, находилась в сейфе у меня.
Приказом МГБ СССР от 9 октября 1946 года 4-е управление было упразднено. Однако ещё до его расформирования, 4 мая 1946 года в системе МГБ был создан Отдел «ДР» (служба проведения диверсий и индивидуального террора), начальником которого был назначен генерал-лейтенант П. А. Судоплатов. Осенью 1950 года отдел «ДР» был расформирован, а на его базе на основании постановлений Политбюро были созданы Бюро № 1 под руководством Судоплатова (функции — проведение диверсий и террора за границей) и Бюро № 2 (В. А. Дроздов, функции — проведение похищений и убийств внутри СССР). Оба бюро действовали на правах управлений и подчинялись непосредственно министру госбезопасности.
После смещения Майрановского с поста заведующего в 1946 году Лаборатория № 1 была разделена на две, фармакологическую и химическую. Их перевели из центра Москвы в новое здание, построенное в Кучино.
В 1960–70-х годах разработкой ядов занималась Специальная лаборатория №12 Института специальных и новых технологий КГБ.

## Жертвы опытов
Разные источники называют цифры от 150 до 250 погибших в ходе опытов над людьми. Известно, что среди жертв были немецкие и японские военнопленные, польские граждане, корейцы, китайцы.

## Известные жертвы отравлений
- Один из лидеров Русского общевоинского союза, генерал Александр Кутепов был одурманен наркотиками и похищен в Париже в 1930 году. Он умер от сердечного приступа в связи с передозировкой введённых ему наркотиков[15][неавторитетный источник (обс.)].
- Один из лидеров Белого движения, русский генерал Евгений Миллер, был одурманен наркотиками и похищен в Париже в 1937 году. Он был казнён позже в СССР[15].
- Архиепископ украинской католической церкви Теодор Ромжа был убит в 1947 году путём инъекций яда кураре, предоставленного Майрановским и введенным медсестрой, которая была агентом МГБ[15].
- В 1947 году содержавшийся в заключении в СССР Сай Оггинс, американский коммунист, бывший агентом советской разведки, был убит путём инъекции яда[16][17].
- В 1953 году в Мюнхене был убит путём отравления медленно действующим ядом чехословацкий троцкист немецкого происхождения Вольфганг Залус[13].
- В 1959 году, также в Мюнхене, агент КГБ Богдан Сташинский выстрелом из пистолета-шприца с цианистым калием отравил украинского националиста Степана Бандеру[18][19].
- В 1978 году болгарский писатель и диссидент Георгий Марков был убит в Лондоне с помощью крошечных гранул, отравленных рицином; необходимое оборудование для данной операции было изготовлено в этой лаборатории[20]. В 2018 году Олег Калугин заявил, что подготовка заполненного рицином микрошара была одной из первых разработок данной лаборатории[21].
- Попытка отравления второго президента Афганистана Хафизуллы Амина была предпринята 13 декабря 1979 года. Сотруднику восьмого департамента КГБ Миталину Талыбову (кодовое имя САБИР) удалось проникнуть в президентский дворец Амина в качестве шеф-повара. Однако Амин поменял свою еду, как будто ожидая, что его могут отравить, в результате чего его зять серьёзно заболел и, по иронии судьбы, был доставлен в больницу в Москве[22].

## Современность
О деятельности токсикологической лаборатории упоминалось в так называемом архиве Митрохина. В ряде публикаций утверждается, что в настоящее время «разработкой биологического и токсинного оружия для тайных операций на Западе» занимаются несколько лабораторий Службы внешней разведки РФ. Намёки на такую лабораторию также были в воспоминаниях А. В. Литвиненко (в настоящее время небольшое здание по указанному им адресу выставлено на продажу через посредников).